# Miconia tiri
Miconia tiri är en tvåhjärtbladig växtart som beskrevs av José Jéronimo Triana. Miconia tiri ingår i släktet Miconia och familjen Melastomataceae. Inga underarter finns listade i Catalogue of Life.